# Fredy Glanzmann
Fredy Glanzmann (ur. 16 lipca 1963) – szwajcarski narciarz klasyczny specjalizujący się w kombinacji norweskiej, srebrny medalista olimpijski oraz srebrny medalista mistrzostw świata.

## Kariera
W Pucharze Świata Fredy Glanzmann zadebiutował 17 grudnia 1983 roku w Seefeld, gdzie zajął 42. miejsce w zawodach metodą Gundersena. W sezonie 1983/1984 pojawił się jeszcze pięciokrotnie, najlepszy wynik osiągając 24 marca 1984 roku w Štrbskim Plesie, gdzie zajął siedemnaste miejsce. Wobec braku zdobytych punktów (w sezonach 1983/1984-1992/1993 obowiązywała inna punktacja Pucharu Świata) nie został uwzględniony w klasyfikacji generalnej.
Pierwsze pucharowe punkty wywalczył 2 marca 1985 roku w Lahti zajmując 12. miejsce w Gundersenie. W sezonie 1984/1985 wystąpił jeszcze cztery razy, ale punktował tylko 16 marca 1985 roku w Oslo, gdzie był dziewiąty. W klasyfikacji generalnej dało mu to szesnaste miejsce. W styczniu 1985 roku wystartował na mistrzostwach świata w Seefeld, gdzie w konkursie indywidualnym uplasował się na piątej pozycji. W sezonie 1985/1986 osiągnął najlepszy wyniki w historii swoich startów w Pucharze Świata. Czterokrotnie plasował się w czołowej dziesiątce, w tym 4 stycznia 1986 roku w Schonach po raz pierwszy stanął na podium zawodów pucharowych, zajmując trzecie miejsce w Gundersenie. Sezon ten zakończył na szóstej pozycji.
Pierwsze i zarazem ostatnie pucharowe zwycięstwo w swojej karierze Glanzmann odniósł 10 stycznia 1987 roku w Reit im Winkl. Na podium stanął także tydzień później, kiedy był trzeci w Autrans. Były to jednak jedyne wyniki Szwajcara w pierwszej dziesiątce i sezon 1986/1987 ukończył na dziesiątym miejscu. Podium w Autrans było także ostatnim pucharowym sukcesem w jego karierze. Na mistrzostwach świata w Oberstdorfie w 1987 roku wspólnie z kolegami zajął piąte miejsce w rywalizacji sztafet. Jeszcze słabiej wypadł w kolejnym sezonie. W klasyfikacji generalnej był piętnasty, przy czym dwukrotnie plasował się w czołowej dziesiątce: był piąty w Bad Goisern oraz szósty w Seefeld. Wystąpił jednak na igrzyskach olimpijskich w Calgary w 1988 roku. Osiągnął tam jeden z największych sukcesów swej kariery, wspólnie z Andreasem Schaadem i Hippolytem Kempfem zdobywając srebrny medal w sztafecie. Po skokach Szwajcarzy zajmowali dopiero szóste miejsce, tracąc do prowadzących reprezentantów RFN blisko 5 minut, jednak w biegu Szwajcarzy byli zdecydowanie najszybsi, co pozwoliło im wyprzedzić cztery inne sztafety. Na mecie do zwycięzców stracili tylko 3,4 sekundy. W konkursie indywidualnym zaprezentował się słabo, rywalizację ukończył na 35. pozycji.
Ostatni sukces osiągnął podczas mistrzostw świata w Lahti w 1989 roku. W sztafecie Szwajcarzy w tym samym składzie co w Calgary po skokach znajdowali się poza czołową piątką zawodów. Ponownie jednak dobra postawa na trasie biegowej pozwoliła im awansować na drugie miejsce. Na mecie do zwycięskich Norwegów stracili ponad minutę, a ostatecznie trzecich reprezentantów NRD wyprzedzili o zaledwie 4,1 sekundy. Indywidualnie Glanzmann awansował z 30. miejsca po skokach na 25. pozycję na mecie biegu. W rywalizacji pucharowej, mimo siedmiu startów nie wywalczył ani jednego punktu i nie był klasyfikowany.
W zawodach Pucharu Świata startował do zakończenia sezonu 1991/1992, jednak nie zdobył już punktów. W tym czasie wystąpił jeszcze na mistrzostwach świata w Val di Fiemme 1991 roku. Indywidualnie zajął 39. miejsce, a w sztafecie nie wziął udziału. Szwajcar startował także w zawodach cyklu Pucharu Świata B (obecnie Puchar Kontynentalny), jednak nie odniósł tam sukcesów. W 1992 roku zakończył karierę.

## Osiągnięcia

### Igrzyska olimpijskie
| Miejsce | Dzień     | Rok  | Miejscowość | Konkurencja             | Wynik zwycięzcy | Strata      | Zwycięzca      |
| ------- | --------- | ---- | ----------- | ----------------------- | --------------- | ----------- | -------------- |
| 2.      | 24 lutego | 1988 | Calgary     | Sztafeta K-90/3 × 10 km | 1:20:46.0 h     | +3.4 s      | RFN            |
| 35.     | 28 lutego | 1988 | Calgary     | Gundersen K-90/15 km    | 38:16.8 min     | +6:11.3 min | Hippolyt Kempf |

### Mistrzostwa świata
| Miejsce | Dzień       | Rok  | Miejscowość   | Konkurencja             | Wynik zwycięzcy | Strata      | Zwycięzca           |
| ------- | ----------- | ---- | ------------- | ----------------------- | --------------- | ----------- | ------------------- |
| 5.      | 18 stycznia | 1985 | Seefeld       | Gundersen K-90/15 km    | 410.10 pkt      | -29.78 pkt  | Hermann Weinbuch    |
| 5.      | 14 lutego   | 1987 | Oberstdorf    | Sztafeta K-90/3 × 10 km | 1261.94 pkt     | -64.02 pkt  | RFN                 |
| 25.     | 18 lutego   | 1989 | Lahti         | Gundersen K-90/15 km    | 37:10.7 min     | +5:16.2 min | Trond Einar Elden   |
| 2.      | 24 lutego   | 1989 | Lahti         | Sztafeta K-90/3 × 10 km | 1:24:21.7 h     | +1:44.3 min | Norwegia            |
| 39.     | 7 lutego    | 1991 | Val di Fiemme | Gundersen K-90/15 km    | 41:00.6 min     | +9:43.8 min | Fred Børre Lundberg |

### Puchar Świata

#### Miejsca w klasyfikacji generalnej
- sezon 1984/1985: 16.
- sezon 1985/1986: 6.
- sezon 1986/1987: 10.
- sezon 1987/1988: 15.

#### Miejsca na podium chronologicznie
| Nr | Data             | Miejscowość   | Konkurencja         | Wynik zwycięzcy | Pozycja | Strata     | Zwycięzca        |
| -- | ---------------- | ------------- | ------------------- | --------------- | ------- | ---------- | ---------------- |
| 1. | 4 stycznia 1986  | Schonach      | Gundersen K90/15 km | 421.700 pkt     | 3.      | -6.080 pkt | Hermann Weinbuch |
| 2. | 10 stycznia 1987 | Reit im Winkl | Gundersen K90/15 km | 428.86 pkt      | 1.      | -          | -                |
| 3. | 17 stycznia 1987 | Autrans       | Gundersen K90/15 km | 425.30 pkt      | 2.      | -5.44 pkt  | Torbjørn Løkken  |

### Puchar Kontynentalny

#### Miejsca w klasyfikacji generalnej
- sezon 1990/1991: 28.
- sezon 1991/1992: 25.

#### Miejsca na podium chronologicznie
Glanzmann nigdy nie stał na podium indywidualnych zawodów Pucharu Kontynentalnego.